# Andrew Jackson (U-Boot)
Die Andrew Jackson, auch USS Andrew Jackson (Kennung: SSBN-619), war ein atomgetriebenes U-Boot mit ballistischen Raketen der Lafayette-Klasse der United States Navy, das von 1963 bis 1989 in Dienst stand. Sie wurde nach dem siebten US-Präsidenten Andrew Jackson benannt.

## Geschichte
SSBN-619 wurde 1960 in Auftrag gegeben, im April 1961 fand die Kiellegung statt, Bauwerft war Mare Island Naval Shipyard. Im September 1962 lief das Boot vom Stapel und wurde vom Nancy Kefauver, der Ehefrau des US-Senators Estes Kefauver, getauft. Am 3. Juli 1963 wurde die Jackson in Dienst gestellt.
Durch den Panamakanal trat das U-Boot danach in den Atlantik ein und führte aus dem Hafen von Cape Canaveral, Florida erste Fahrten durch. Am 1. und 11. Oktober schoss sie erfolgreich zwei Testraketen vom Typ UGM-27B Polaris A2 ab, am 26. Oktober feuerte sie als erste Einheit getaucht die Weiterentwicklung UGM-27C Polaris A3 ab. Am 16. November wohnte US-Präsident John F. Kennedy einem Testabschuss einer A2 bei, im Anschluss folgte eine Werftliegezeit in der Charleston Naval Shipyard.
Im April 1964 wurde die Andrew Jackson dem Submarine Squadron 16 zugeteilt und bis 1973 in die vorgeschobene Basis in Rota, Spanien verlegt. Am 19. März 1973 kehrte sie in heimische Gewässer zurück, da sie in der Werft von Electric Boat auf die modernere Rakete UGM-73 Poseidon umgerüstet wurde. Ab 1977 wurde sie in Holy Loch, Schottland stationiert, von wo aus sie bis 1987 fuhr. Insgesamt führte SSBN-619 69 Patrouillenfahrten zur nuklearen Abschreckung durch. Am 31. August 1989 wurde das U-Boot außer Dienst gestellt und 1999 im Ship-Submarine Recycling Program in der Puget Sound Naval Shipyard zerlegt.